# 24 juillet aux Jeux olympiques d'été de 2024
Navigation
25 juillet
Le mercredi 24 juillet 2024 est le premier jour de compétitions des Jeux olympiques d'été de 2024 à Paris en France. L'ouverture officielle des Jeux n'a lieu que le 26 juillet mais depuis les Jeux de Sydney en 2000, certaines compétitions commencent avant la cérémonie d'ouverture en raison de contraintes liées au temps de récupération obligatoire entre les matchs et au calendrier des Jeux Olympiques strictement limité à seize jours par le CIO.

## Programme
| Heure UTC+2 (France)                          |               |
| bleu                                          | Cérémonie     |
| neutre                                        | Épreuve       |
| or                                            | Finale        |
| orange                                        | Petite finale |
| rose                                          | Reporté       |
| gris                                          | Annulé        |
| Compétition masculine                         | Hommes        |
| Compétition féminine                          | Femmes        |
| Compétition mixte (hommes et femmes mélangés) | Mixte         |
| Compétition en couple (1 homme et 1 femme)    | Couple        |
| modifier                                      |               |

Les compétitions commencent à 15h et finissent à 23h. Au programme du 24 juillet 2024, il y a 8 matchs du tournoi masculin de football et 12 matchs du tournoi masculin de rugby à sept,.
| Horaire | Discipline Spécialité | Discipline Spécialité         | Discipline Spécialité | Phase                      | Résultats                              | Références |
| ------- | --------------------- | ----------------------------- | --------------------- | -------------------------- | -------------------------------------- | ---------- |
| 15 h    |                       | Football Tournoi masculin     | Compétition hommes    | Tour préliminaire Groupe C | Ouzbékistan 1-2 Espagne                | -          |
| 15 h    |                       | Football Tournoi masculin     | Compétition hommes    | Tour préliminaire Groupe B | Argentine 1-2 Maroc                    | [ 3 ]      |
| 15 h 30 |                       | Rugby à sept Tournoi masculin | Compétition hommes    | Tour préliminaire          | Australie 21-14 Samoa                  | -          |
| 16 h    |                       | Rugby à sept Tournoi masculin | Compétition hommes    | Tour préliminaire          | Argentine 31-12 Kenya                  | -          |
| 16 h 30 |                       | Rugby à sept Tournoi masculin | Compétition hommes    | Tour préliminaire          | France 12-12 États-Unis                | -          |
| 17 h    |                       | Football Tournoi masculin     | Compétition hommes    | Tour préliminaire Groupe C | Égypte 0-0 République dominicaine (en) | -          |
| 17 h    |                       | Football Tournoi masculin     | Compétition hommes    | Tour préliminaire Groupe A | Guinée 1-2 Nouvelle-Zélande            | -          |
| 17 h    |                       | Rugby à sept Tournoi masculin | Compétition hommes    | Tour préliminaire          | Fidji 40-12 Uruguay                    | -          |
| 17 h 30 |                       | Rugby à sept Tournoi masculin | Compétition hommes    | Tour préliminaire          | Irlande 10-5 Afrique du Sud            | -          |
| 18 h    |                       | Rugby à sept Tournoi masculin | Compétition hommes    | Tour préliminaire          | Nouvelle-Zélande 40-12 Japon           | -          |
| 19 h    |                       | Football Tournoi masculin     | Compétition hommes    | Tour préliminaire Groupe D | Japon 5-0 Paraguay                     | -          |
| 19 h    |                       | Football Tournoi masculin     | Compétition hommes    | Tour préliminaire Groupe B | Irak 2-1 Ukraine                       | -          |
| 19 h    |                       | Rugby à sept Tournoi masculin | Compétition hommes    | Tour préliminaire          | Australie 21-7 Kenya                   | -          |
| 19 h 30 |                       | Rugby à sept Tournoi masculin | Compétition hommes    | Tour préliminaire          | Argentine 28-12 Samoa                  | -          |
| 20 h    |                       | Rugby à sept Tournoi masculin | Compétition hommes    | Tour préliminaire          | France 19-12 Uruguay                   | -          |
| 20 h 30 |                       | Rugby à sept Tournoi masculin | Compétition hommes    | Tour préliminaire          | Fidji 38-12 États-Unis                 | -          |
| 21 h    |                       | Football Tournoi masculin     | Compétition hommes    | Tour préliminaire Groupe D | Mali 1-1 Israël                        | -          |
| 21 h    |                       | Football Tournoi masculin     | Compétition hommes    | Tour préliminaire Groupe A | France 3-0 États-Unis                  | -          |
| 21 h    |                       | Rugby à sept Tournoi masculin | Compétition hommes    | Tour préliminaire          | Irlande 40-5 Japon                     | -          |
| 21 h 30 |                       | Rugby à sept Tournoi masculin | Compétition hommes    | Tour préliminaire          | Nouvelle-Zélande 17-5 Afrique du Sud   | -          |